# Avaugour
Der Name Avaugour war im Mittelalter mit zwei der wichtigsten Familien der Bretagne verknüpft.

## Stammliste

### Erstes Haus Avaugour
Das erste Haus Avaugour war eine Nebenlinie des Hauses Rennes. Stammvater war Henri I. d’Avaugour († 1190), dritter Sohn von Étienne I., Comte de Tréguier und Lamballe, der wiederum ein Sohn von Odo I., Graf von Penthièvre, und damit ein Enkel von Geoffroy I., Herzog von Bretagne, war; Henris älterer Bruder war Alain de Bretagne, 1. Earl of Richmond, sein Neffe somit der Herzog Conan IV.
Henris Sohn Alain I. d’Avaugour († 1212) erbte 1206 die Grafschaft Penthièvre. Dessen Sohn Henri II. wurde mit Alix von Thouars (1201–1221) verlobt, Tochter und Erbin des bretonischen Herzogs Guido von Thouars, die 1213 auf Beschluss des Königs Philipp Augustus mit Peter Mauclerc verheiratet wurde, der dadurch anstatt der Familie Avaugour in den Besitz der Bretagne kam, und zudem Henri im Jahr darauf (1214) die Grafschaft Penthièvre wegnahm. Die Heirat von Alains Urenkelin Jeanne d’Avaugour mit Guy de Penthièvre stellte ein Jahrhundert später den Zusammenhang zwischen den beiden Herrschaften wieder her.

#### Hauptlinie
1. Henri I. d’Avaugour, Comte de Tréguier et de Goello 1137–1190, ⚭ Mathilde de Vendôme
  1. Alain I. d’Avaugour († 29. Dezember 1212), Comte de Tréguier, 1206 Graf von Penthièvre, Guingamp und Avaugour; ⚭ I Petronilla von Beaumont, Tochter von Richard I., Vicomte de Beaumont-au-Maine, ⚭ II Adelheid
    1. (I) Henri II. d’Avaugour (1205–1281), Graf von Penthièvre, Seigneur d’Avaugour, ⚭ Marguerite de Mayenne, Tochter von Juhel III. de Mayenne (Haus Mayenne)
      1. Alain II. d’Avaugour (* 1224; † um 1267), Erbe von Avaugour und Goello, Seigneur de Dinan, ⚭ I Clémence de Beaufort, Dame de Dinan, ⚭ II Marie de Beaumont, Tochter von Guillaume, Graf von Caserta
        1. Henri III. d’Avaugour (1247–1301), Seigneur d’Avaugour et de Goello, ⚭ 1270 Marie de Brienne († 1329)
          1. Henri IV. d’Avaugour (1280–1334), Seigneur d’Avaugour et de Goello, ⚭ 1305 Jeanne d’Harcourt († 1346), Tochter von Jean II. d’Harcourt (Haus Harcourt)
            1. Jeanne d’Avaugour (* um 1300; † 1327), Erbin von Avaugour und Goello, ⚭ Guy de Penthièvre (1287–1331), Comte de Penthièvre, Vicomte de Limoges
              1. Jeanne la Boiteuse (1319–1384), Gräfin von Penthièvre und Goello, zu Avaugour, Mayenne etc., ⚭ Charles (1319–1364), 1341 Herzog von Bretagne, Graf von Penthièvre und Goello, Vizegraf von Limoges (Haus Châtillon)
                1. Charles d’Avaugour († 1434), Baron d’Avaugour, Seigneur de Reynal, de Thors etc.
                  1. Nicole d’Avaugour († nach 1479), 1454 Gräfin von Penthièvre, ⚭ Jean de Brosse († nach 1479)

          2. Guillaume d'Avaugour (1285–1343); ⚭ NN – Nachkommen siehe unten
          3. Jean d’Avaugour (1291–1340), 1320–1328 Bischof von Saint-Brieuc, 1328–1340 Erzbischof von Dol
          4. Agnes d’Avaugour; ⚭ Alain de Rohan († 1299), Sohn von Alain VI. de Rohan (Haus Rohan)

      2. Juhel d’Avaugour, Seigneur de Kergrois; ⚭ Catherine de Léon, Tochter von Hervé III., Seigneur de Châteauneuf – Nachkommen
      3. Henri d’Avaugour, Seigneur de Goello; ⚭ Phelipe de Rohan, Tochter von Alain V. de Rohan

    2. (I) Geoffrey d’Avaugour († nach 1202), Seigneur de Quintin – Nachkommen

  2. Conan de La Roche-Derrien († nach 1202)
  3. Tochter; ⚭ Conan le Bréf de Léon († 1217)

#### Linie Courtalain
1. Guillaume d'Avaugour (1285–1343); ⚭ NN – Vorfahren siehe oben
  1. Jean d'Avaugour (um 1305-um 1360), Gouverneur von Mayenne; ⚭ Jeanne des Vaux
    1. Juhel d'Avaugour (1330), ⚭ Éléonore des Vaux (1365)
      1. Louis d'Avaugour (1390–1445), Seigneur d'Orbs, Seigneur du Parc, 1421 Gouverneur von La Roche-Bernard; ⚭ 1422 Catherine de Rouvray, Erbtochter Martin du Rouvray, Seigneur de Lauresse, und Marguerite de Taillecoul, Erbin von Courtalain und Bois-Ruffin
        1. Guillaume d'Avaugour (1430–1493), Seigneur de Lauresse et de Launay, Courtalain, Bois-Ruffin; ⚭ 1452 Pierrette Le Baïf († 3. Oktober 1503), Tochter von Antoine Le Baïf, Kammerherr Ludwigs XI., und Isabeau, Dame de Mangé, Tante von Lazare de Baïf
          1. Pierre d'Avaugour (1465), Chevalier, Seigneur de Courtalain, Bois-Ruffin, Saint-Éliphe, du Grand-Buchet et du Rameau; ⚭ 1498 in Saint-Julien-en-Touraine Catherine (Mathurine) de Saint-Pern (1470), Tochter von Pean
            1. Jacques d'Avaugour; ⚭ Catherine de La Baume-Montrevel, Tochter von Marc und Anne, Comtesse de Châteauvillain
              1. Jean d'Avaugour († 14. September 1572), Comte de Châteauvillain, Seigneur de Courtalain, Baron de Grancey etc.; ⚭ 1570 Antoinette de La Tour, Tochter von Gilles de La Tour, Baron de Limeuil, und Marguerite de la Cropte, Dame de Lanquais, und Schwester von Isabelle de Limeuil; sie heiratete in zweiter Ehe 1574 Charles Robert de La Marck, Comte de Maulévrier, Sohn von Robert IV. de La Marck (Haus Marck) und Françoise de Brézé, Comtesse de Maulévrier (Haus Brézé)
              2. Pierre d'Avaugour (alias François, † ledig vor seinem Bruder), Seigneur de Lauresse
              3. Bernard d'Avaugour († jung)
              4. Léonard d'Avaugour († jung)
              5. Jacqueline d'Avaugour, Erbin ihrer Brüder, Comtesse de Châteauvillain, Dame de Courtalain et Lauresse; ⚭ 24. Januar 1550 Pierre I. de Montmorency, Marquis de Thury, Baron de Fosseux (Haus Montmorency)
              6. Madeleine d'Avaugour; ⚭ 1550 Claude d'Orgemont, Seigneur de Merry-sur-Oise, Mundschenk des Königs, Sohn von Merry d'Orgemont und Marie d'O
              7. Françoise d'Avaugour, Dame de Bois-Ruffin et du Plessis d'Arrou; ⚭ François Marafin, Seigneur des Notz
              8. Madeleine d'Avaugour, Dame de Launay, Saumeray, Beaumont, Arnouville et Marolles, ⚭ (1) Charles de La Chambre, Baron d'Aix; ⚭ (2) Nicolas de Valois, Seigneur de Manneville
              9. Anne d'Avaugour, geistlich

            2. François d'Avaugour, 1540 Abt von Cadouin
            3. Perrette d'Avaugour; ⚭ Charles d'Illiers († vor 1566), Seigneur de Chantemesle, du Mesnil-Foucher, Villexanton, Vaupillon (1505), Commissaire aux montres des gens de guerre du roi (1522), Gouverneur du Dunois
            4. Françoise d'Avaugour, Dame de Boursay-en-Vendômois, ⚭ (1) (Ehevertrag vom 5. September 1516) 13. September 1533 Foulques IV. de Courtarvel, Sohn von Ambroise de Courtarvel und Anne de Pézé; ⚭ (2) René du Veille, Seigneur de Courtimont
            5. Catherine d'Avaugour, ⚭ 1530 Louis II. Marafin, Seigneur des Notz et de Rochecot(te), Sohn von Louis I. de Marafin († zwischen 1487 und 1513), Seigneur de Rochecot(te), Seigneur des Notz, Conseiller et Chambellan du Roi, Seigneur du Roulet um 1450, und Peronnelle de Liniers († 1487), Tochter von Michel, Seigneur de Liniers, de La Meilleraye et d’Airvault, und Marie Rousseau

### Zweites Haus Avaugour
Das zweite Haus Avaugour war ebenfalls eine Nebenlinie des bretonischen Herzogshauses, diesmal jedoch aus unehelicher Nachkommenschaft. François I. d’Avaugour (1462–1510) war ein Sohn von Herzog François II. und seiner Maitresse Antoinette de Maignelais, der ehemaligen Maitresse des Königs Charles VII. François erhielt 1480 die Baronie Avaugour, 1485 die Grafschaften Vertus und Goëllo. Er durfte sich „1. Baron de Bretagne“ nennen, seine Nachkommen führten den Familiennamen „d’Avaugour, dit de Bretagne“, der 1596 durch Parlamentsbeschluss in „de Bretagne“ geändert wurde. Das zweite Haus Avaugour starb 1746 mit dem 10. Grafen aus.
1. François I. d’Avaugour (1462–1510), 1480 Baron d’Avaugour, 1. Baron de Bretagne, 1485 bretonischer Comte de Vertus et de Goello, Seigneur de Clisson etc., Sohn von Herzog Franz II. von Bretagne und Antoinette de Maignelais, ⚭ 1492 Madeleine de Brosse, genannt de Bretagne, Tochter von Jean III., Graf von Penthièvre – die Nachkommen von François I. und Madeleine de Brosse führen den Familiennamen „d’Avaugour, dit de Bretagne“
  1. François II. d’Avaugour (1493–1517), 2. Comte de Vertus et de Goello, 2. Baron d’Avaugour, ⚭ Madeleine d’Astarac, Tochter des Grafen Jean IV.
    1. François III. d’Avaugour († 1549), 3. Comte de Vertus et de Goello, Comte de Chelannes, 3. Baron d’Avaugour, ⚭ Charlotte de Pisseleu, keine Nachkommen
    2. Odet d’Avaugour († 1598), 1544–1548 Bischof von Saintes, 1548 4. Comte de Vertus et de Goello, 4. Baron d’Avaugour, ⚭ Renée de Coesmes, Tochter von Charles III., Vicomte de Saint-Nazaire – die Nachkommen von Odet und Renée führen den Familiennamen „de Bretagne“
      1. Charles d’Avaugour († 1608), 5. Comte de Vertus et de Goello, Vicomte de Saint-Nazaire, 5. Baron d’Avaugour, ⚭ Philippe, Vicomtesse de Guiguen
        1. Claude I. d’Avaugour (1581–1637), 6. Comte de Vertus et de Goello, 6. Baron d’Avaugour; ⚭ Catherine Fouquet, Tochter von Guillaume Fouquet, Marquis de la Varenne
          1. Marie d’Avaugour (1610–1657), ⚭ Hercule de Rohan (1568–1654), 1594 Duc de Montbazon, Pair von Frankreich, Prince de Guéméné, Comte de Rochefort-en-Yvelines
          2. Louis d’Avaugour († 1669), 7. Comte de Vertus et de Goello, 7. Baron d’Avaugour, ⚭ I Françoise de Daillon, Tochter von Timoléon, Comt du Lude (Haus Daillon), ⚭ II Françoise Louise de Balzac, Tochter von Henri, Comte de Clermont-d’Entragues (Haus Balzac) – ohne Nachkommen
          3. Claude II. d’Avaugour (1629–1699), 1. Marquis d’Avaugour, 1669 8. Comte de Vertus et de Goello; ⚭ Anne Judith Le Lièvre, Tochter von Thomas, Marquis de La Grange
            1. Armand-François d’Avaugour (1682–1734), 1699 9. Comte de Vertus et de Goello, 9. Baron d’Avaugour, 1719 Marschall von Frankreich
            2. Henri-François d’Avaugour (1685–1746), 1734 10. Comte de Vertus et de Goello, 10. Baron d’Avaugour, ⚭ I Madeleine d’Aligre, Tochter von Étienne, ⚭ II Marie-Madeleine Charette de Montebert, Tochter von Gilles – keine Nachkommen

        2. Antoinette d’Avaugour († 1681), ⚭ Pierre de Rohan (1567–1627), 1589 3. Prince de Guéméné, Comte de Montauban

## Weitere Namensträger
1. Guillaume d’Avaugour († 1447), Berater Karls VII., ⚭ I Marie de Couliette, ⚭ II Blanche de la Tour-Landry
2. Charles d’Avaugour (1600–1657), französischer Diplomat
3. Pierre du Bois d’Avaugour († 1664), Gouverneur von Neufrankreich 1661–1663